# Баклеш
Баклеш (рум. Bâcleș) је насеље и седиште истоимене општине Баклеш у жупанији Мехединци у Румунији. Према попису из 2021. у насељу је било 350 становника.

## Географија
Баклеш се налази на истоку жупаније Мехединци, на југозападу Румуније. Лежи на западу средишњег дела Балачицке висоравни, на истоименом брду (308 метара) и у близини истоименог потока.

## Становништво
| Година       | 1992 | 2002 | 2011 | 2021 |
| ------------ | ---- | ---- | ---- | ---- |
| Становништво | 639  | 513  | 442  | 350  |

Према попису из 2021. у Баклешу је живело 350 становника што је за 92 мање (-20,81%) у односу на попис из 2011. када је било 442 становника.
Према попису из 2011. већину станоништва чинили су Румуни.
| Етнички састав према попису из 2011.‍ | Етнички састав према попису из 2011.‍ | Етнички састав према попису из 2011.‍ | Етнички састав према попису из 2011.‍ | Етнички састав према попису из 2011.‍ |
| ------------------------------------ | ------------------------------------ | ------------------------------------ | ------------------------------------ | ------------------------------------ |
|                                      |                                      |                                      |                                      |                                      |
| Румуни                               | Румуни                               |                                      | 428                                  | 96,83%                               |
| Непознато                            | Непознато                            |                                      | 14                                   | 3,17%                                |